# Seagaia Ocean Dome

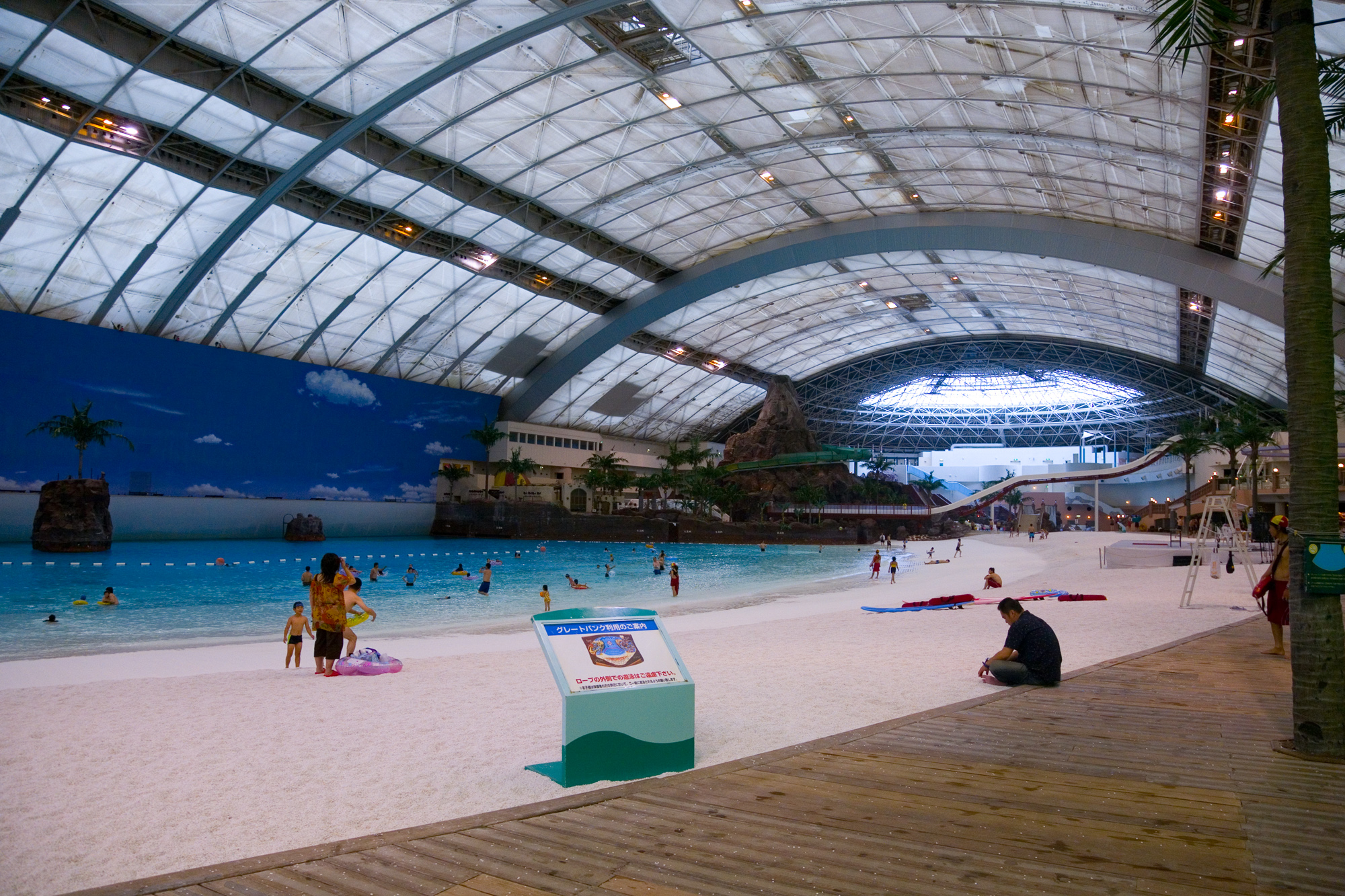
Seagaia Ocean Dome - binnenzicht

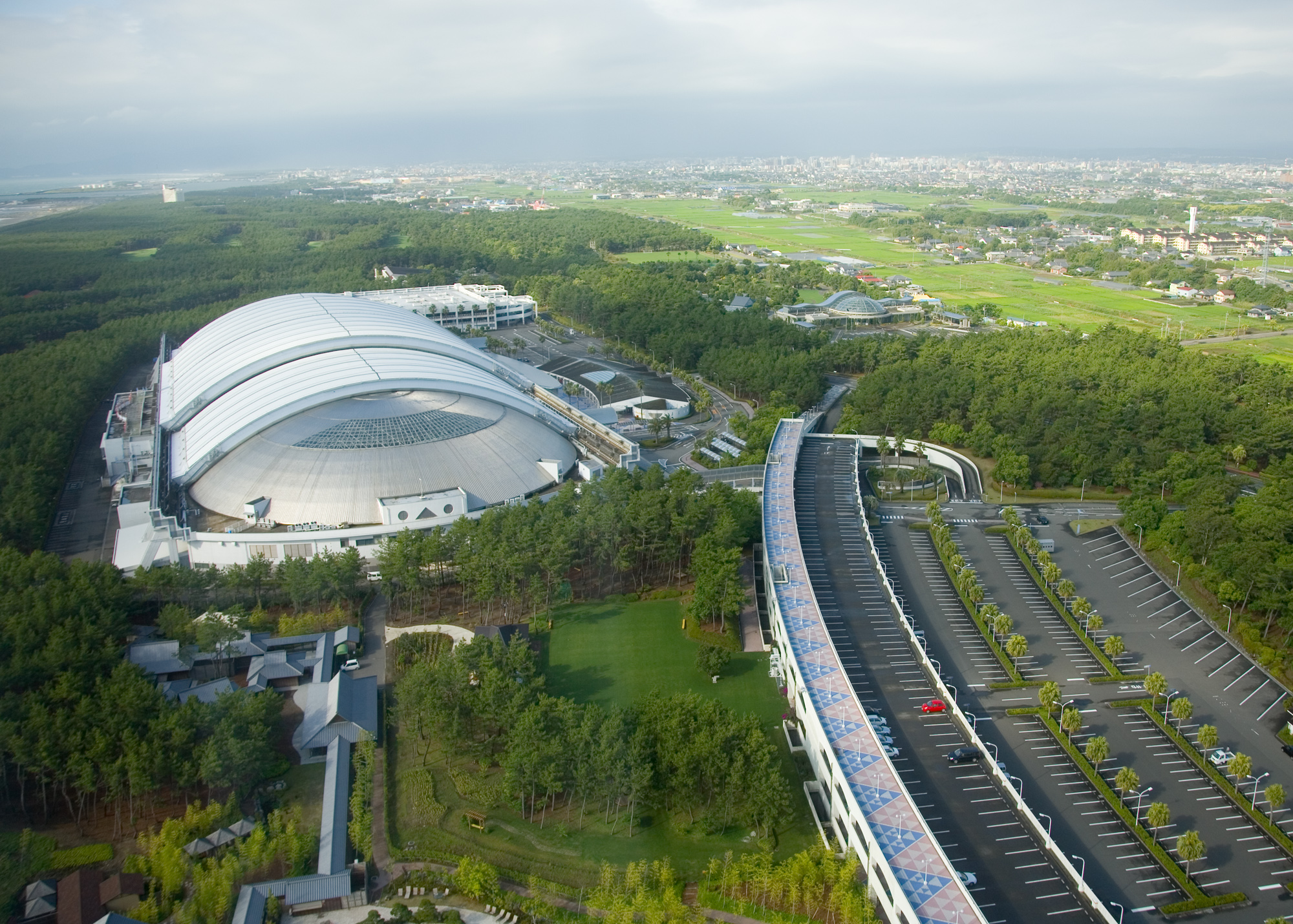
Seagaia Ocean Dome- buitenzicht

De Seagaia Ocean Dome (Japans: シーガイア オーシャンドーム, shīgaia ōshandōmu) in de stad Miyazaki (Japan) is het grootste overdekte waterpark ter wereld. Er is onder meer een zwembad bestaande uit 13500 ton water en een zee waar echte golven gecreëerd kunnen worden. Deze zee is meer dan 140 meter lang en de golven kunnen tot acht meter hoog worden. In deze zee wordt dan ook gesurft.
De plannen om dit overdekte waterpark te maken bestonden vanaf vroege jaren 1980. Ontwerpers gingen er toen van uit dat zo'n complex gewoonweg té duur was. In 1986 kregen verschillende ontwerpers en architecten uit Japan een soortgelijk idee. Men besloot toen wél om een zo'n waterparkcomplex te maken in Miyakazi. Men schatte dat het een kleine miljard dollar zou gaan kosten, maar uiteindelijk kostte het complex twee miljard dollar. De bouw begon in 1988 en duurde tot eind 1992. In mei 1993 opende de Sea Gaia Ocean Dome zijn deuren.
Het Sheraton Seagaia Resort besloot het waterpark vanaf oktober 2007 te sluiten wegens tegenvallende bezoekersaantallen.